# 리피오돌
리피오돌(lipiodol, ethiodized oil)은 주사를 통해 방사선비투과 조영제로 사용하는 양귀비씨 기름이다. 리피오돌은 화학색전술 이후 경과관찰(f/u)을 위한 영상 촬영 시 조영제로 사용한다. 리피오돌은 림프계의 영상을 얻기 위해 림프관조영술에도 사용한다. 위정맥류 치료에 쓰이는 시아노아크릴레이트의 중합체화에 영향을 미치지 않기 때문에, 위정맥류 폐색에 희석제로서 추가로 사용된다.
리피오돌을 원인불명 불임의 관리에 '리피오돌 플러싱(flushing)'이라는 방법을 통해 치료 약제로 사용하려는 시도가 있었다. 조영제를 관을 통해 플러싱하면 원인불명 불임 환자들의 생식력을 단기적으로 올릴 수 있다는 소수의 연구가 있었다. 체계적 문헌고찰 연구는 리피오돌 플러싱을 사용하면 생식력이 크게 올라가며, 이 효과는 특히 자궁내막증을 가진 여성에게서 크다고 밝혔다.
역사적으로 리피오돌은 자궁난관조영술(HSG, 수정 능력이 저하된 환자를 진단할 때 관이 열려 있는지 확인하기 위한 방법)에서 종종 조영제로 사용되어 왔다. 이후 1960-80년대를 거치며 리피오돌은 더 해석하기 좋은 영상을 얻을 수 있는 현대의 물에 용해성이 높은 조영제에 밀려 덜 사용하게 되었다. 또한 과거에는 정맥계로 리피오돌이 새어나가 합병증을 일으키는 중대한 안전상의 문제도 나타났다.
아이오딘이 양귀비씨 기름에 포함된 지방산의 에틸 에스터와 결합하여 형성되어 있다. 정확한 구조는 알려져 있지 않다.
리피오돌은 파리 약학대학(Paris School of Pharmacy)에서 마르셀 게르베(Marcel Guerbet)가 처음 합성하였다. 역사적으로 리피오돌은 최초의 Lipiodol was first synthesized by Marcel Guerbet in the Paris School of Pharmacy in 1901. Historically, Lipiodol was the first 의 아이오딘화 조영제이다. 아이오딘화 조영제는 1921년 프랑스의 의사인 Jacques Forestier와 Jean Sicard가 척수조영술에 이용하기도 했다.
리피오돌은 2010년 Savage Laboratories가 생산을 멈추며 게르베만이 생산, 판매하는 중이다.